# 藤尾録郎

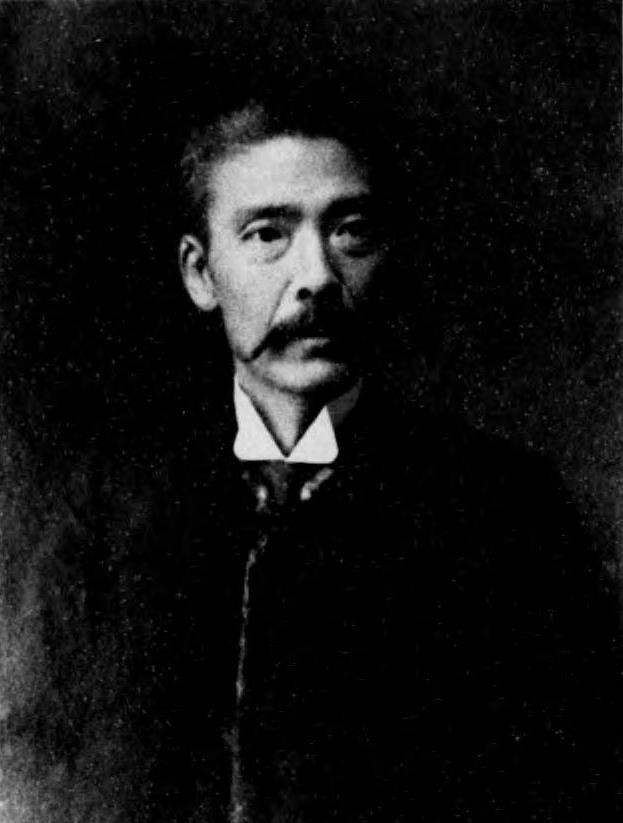
藤尾録郎

藤尾 録郎（ふじお ろくろう、1855年（安政2年）10月 - 1910年（明治43年）8月24日）は、明治期の官吏。日本銀行副支配人から住友財閥に聘され、住友本店監査課主任として本支店の一切の会計組織を改良し、三菱財閥に先駆けて帳簿を複式簿記に改めた。 号は雲泉。

## 経歴
津藩の支藩である、久居藩士として伊勢国に生まれる。1870年（明治3年）に慶應義塾に入学して会計学を学ぶ。
- 1872年 - 小石川簡相義塾教師。
- 1874年 - 紙幣寮銀行学局入局、紙幣寮御用掛。
  - 1876年 - 紙幣寮銀行課翻訳掛助手
- 1877年 - 大蔵省銀行課附属銀行学伝習所教師。大蔵省三等属。
- 1879年 - 私塾・簿記学伝習所を経営。
- 1882年 - 大蔵省銀行局附属銀行事務講習所所長（心得）。
  - 講習所が文部省に移管され、高等商業学校（現・一橋大学）附属銀行専修科となり、同校教授となる。

- 1893年 - 日本銀行入行。
  - 調査局副支配人から計算課長、局長心得、理事等を歴任。日本銀行内部の対立から、河上謹一(理事)、志立鉄次郎(西部支店長)、植村俊平(文書局長)と共に辞職。
- 1899年 - 住友本店監査課主任として住友財閥に入る。
  - 監査、会計、地所、文書、土木の五課から成る住友本店の重役に就任。伊庭貞剛と共に住友家の改革に尽力。

墓所は谷中霊園。

## 栄典
- 1891年（明治24年）12月21日 - 従七位[1]

## 著書
- 『実地応用家計簿記法』